# Eili Harboe
Eili Harboe (Stavanger, 16 agosto 1994) è un'attrice norvegese, nota per essere la protagonista del film del 2017 Thelma e per aver ricevuto il 25 novembre 2017 il premio l'Astor d'argento come migliore attrice al 32º Festival Internazionale del Cinema di Mar del Plata.

## Filmografia parziale

### Cinema
- The Orheim Company, regia di Arild Andresen (2012)
- Kiss Me You Fucking Moron, regia di Stian Kristiansen (2013)
- The Wave (Bølgen), regia di Roar Uthaug (2015)
- Doktor Proktors tidsbadekar, regia di Arild Fröhlich (2007)
- Thelma, regia di Joachim Trier (2017)
- Askeladden - I Soria Moria slott, regia di Aleksander Kirkwood Brown (2019)

### Televisione
- Beforeigners - serie TV, 6 episodi (2019)
- Succession – serie TV, 4 episodi (2023)

## Riconoscimenti
- Festival Internazionale del Cinema di Mar del Plata 2017: Migliore attrice